# Namnsponsring

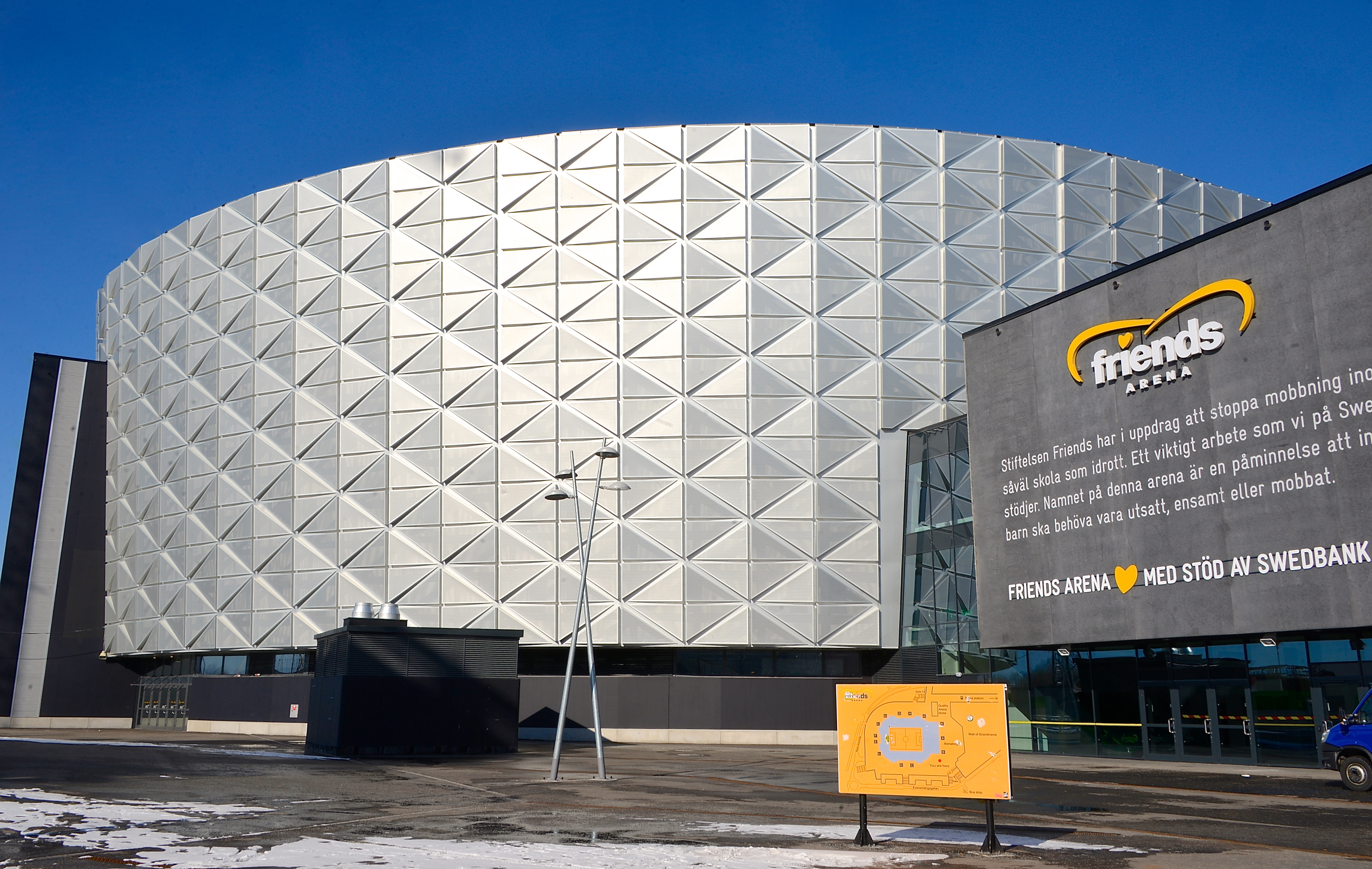
Friends Arena fick sitt namn efter Stiftelsen Friends.

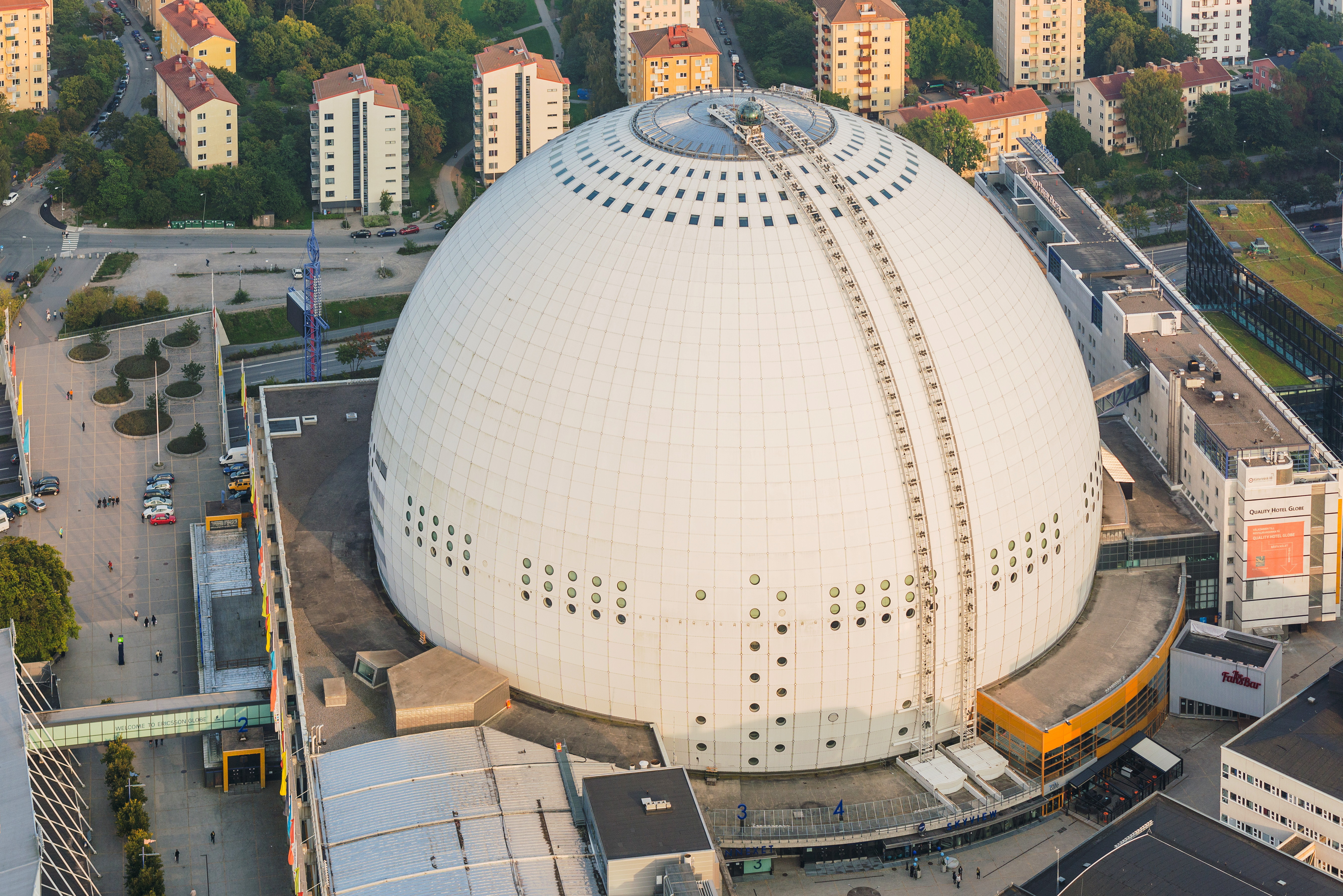
Globen heter sedan 2021 Avicii Arena för att belysa psykisk ohälsa bland ungdomar.

Namnsponsring är en form av varumärkesbyggande där en sponsor köper rätten att namnge en plats, en byggnad eller ett evenemang, i allmänhet under en avtalad tidsperiod.
Namnsponsring är en vanlig metod för finansiering av arenor och idrottsevenemang. Exempelvis var Swedbank namnsponsor för Nationalarenan i Solna, som var tänkt att bära namnet Swedbank Arena. Swedbank och sparbanksstiftelserna betalade 153 miljoner SEK fram till 2023 för att arenan skulle heta Swedbank Arena. Det är den största namnsponsringsaffären hittills i Sverige. Arenan fick i stället namnet Friends Arena efter Stiftelsen Friends. Anledningen var att Swedbank gav bort namnrätten till organisationen Stiftelsen Friends. Swedbank är sedan många år engagerad i Friends arbete mot mobbning i skolor, inom idrott och annan ungdomsverksamhet. Globen i Stockholm hette under en period Ericsson Globe innan den 2021 åter bytte namn till Avicii Arena för är att belysa psykisk ohälsa bland ungdomar, något Avicii själv led av.
Modo Hockey fick sitt namn genom namnsponsring, men har behållit namnet, även sedan MODO Paper avvecklats.